# Stockholm–Roslagens Järnvägar
|  | Unknown BSicon "exKBHFa" |

|  | Unknown BSicon "exBHF" |

|  | Unknown BSicon "exBHF" |

|  | Unknown BSicon "exBHF" |

|  | Unknown BSicon "exBHF" |

|  | Unknown BSicon "exBHF" |

|  | Unknown BSicon "exBHF" |

|  | Unknown BSicon "exSTR" | Head station | Pier |

|  | Unknown BSicon "exSTR" | Station on track |  |

|  | Unknown BSicon "exSTR" | Unknown BSicon "eABZg+l" | Unknown BSicon "exSTR+r" |

|  | Unknown BSicon "exSTR" | Straight track | Unknown BSicon "exKBHFe" |

|  | Unknown BSicon "exSTR" | Station on track |  |

| Unknown BSicon "STR+l" | Unknown BSicon "eABZql" | Unknown BSicon "xABZgr" |  |

| Unknown BSicon "eABZg+l" | Unknown BSicon "exKBHFeq" | Unknown BSicon "exSTR" |  |

| Station on track |  | Unknown BSicon "exSTR" |  |

| Station on track |  | Unknown BSicon "exSTR" |  |

| End station |  | Unknown BSicon "exSTR" |  |

|  |  | Unknown BSicon "exBHF" |

|  |  | Unknown BSicon "exBHF" |

|  |  | Unknown BSicon "exBHF" |

|  |  | Unknown BSicon "exBHF" |

|  |  | Unknown BSicon "exBHF" |

|  | Head station | Unknown BSicon "exSTR" |  |

|  | Station on track | Unknown BSicon "exSTR" |  |

|  | Station on track | Unknown BSicon "exSTR" |  |

|  | Station on track | Unknown BSicon "exSTR" |  |

|  | Station on track | Unknown BSicon "exSTR" |  |

|  | Station on track | Unknown BSicon "exSTR" |  |

|  | Station on track | Unknown BSicon "exSTR" |  |

|  | Station on track | Unknown BSicon "exSTR" |  |

|  | Station on track | Unknown BSicon "exSTR" |  |

|  | Station on track | Unknown BSicon "exSTR" |  |

|  | Station on track | Unknown BSicon "exSTR" |  |

|  | Station on track | Unknown BSicon "exSTR" |  |

|  | Station on track | Unknown BSicon "exSTR" |  |

|  | Unknown BSicon "eABZg+l" | Unknown BSicon "exSTRr" |  |

|  | Unknown BSicon "KBHFxe" |

|  | Unknown BSicon "exBHF" |

|  | Unknown BSicon "exBHF" |

|  | Unknown BSicon "exBHF" |

|  | Unknown BSicon "exBHF" |

|  | Unknown BSicon "exBHF" |

|  | Unknown BSicon "exSTR" | Unknown BSicon "xKBHFa" |  |

|  | Unknown BSicon "exSTR" | Unknown BSicon "exBHF" |  |

|  | Unknown BSicon "exSTR" | Unknown BSicon "exBHF" |  |

|  | Unknown BSicon "exSTR" | Unknown BSicon "exBHF" |  |

|  | Unknown BSicon "exSTR" | Unknown BSicon "exBHF" |  |

|  | Unknown BSicon "exSTR" | Unknown BSicon "exBHF" |  |

|  | Unknown BSicon "exSTR" | Unknown BSicon "exBHF" |  |

|  | Unknown BSicon "exSTR" | Unknown BSicon "exBHF" |  |

|  | Unknown BSicon "exSTR" | Unknown BSicon "exBHF" |  |

|  | Unknown BSicon "exABZg+l" | Unknown BSicon "exSTRr" |  |

|  | Unknown BSicon "exBHF" |

|  | Unknown BSicon "exABZgl" | Unknown BSicon "exSTRq" | Unknown BSicon "exSTR+r" |

|  | Unknown BSicon "exSTR" |  | Unknown BSicon "exBHF" |

|  | Unknown BSicon "exSTR" |  | Unknown BSicon "exBHF" |

|  | Unknown BSicon "exSTR" |  | Unknown BSicon "exBHF" |

|  | Unknown BSicon "exSTR" |  | Unknown BSicon "exBHF" |

|  | Unknown BSicon "exSTR" | Pier | Unknown BSicon "exKBHFe" |

|  | Unknown BSicon "exBHF" |

|  | Unknown BSicon "exBHF" |

|  | Unknown BSicon "KBHFxa" |

|  | Station on track |

|  | Station on track |

|  | Station on track |

|  | Station on track |

|  | Station on track |

|  | Station on track |

|  | Straight track | Head station |  |

|  | Straight track | Station on track |  |

|  | Straight track | Station on track |  |

|  | Straight track | Station on track |  |

|  | Straight track | Station on track |  |

|  | Straight track | Station on track |  |

|  | Straight track | Station on track |  |

|  | Straight track | Station on track |  |

|  | Straight track | Station on track |  |

|  | Unknown BSicon "ABZg+l" | One way rightward |  |

|  | Station on track |

|  | Station on track |

|  | Station on track |

|  | Station on track |

|  | Straight track | Head station |  |

|  | Straight track | Station on track |  |

|  | Straight track | Station on track |  |

|  | Straight track | Station on track |  |

|  | Straight track | Station on track |  |

|  | Straight track | Station on track |  |

|  | Straight track | Straight track | Unknown BSicon "exKBHFa" |

|  | Straight track | Straight track | Unknown BSicon "exBHF" |

|  | Straight track | Straight track | Unknown BSicon "exBHF" |

|  | Straight track | Straight track | Unknown BSicon "exBHF" |

|  | Straight track | Straight track | Unknown BSicon "exBHF" |

|  | Straight track | Straight track | Unknown BSicon "exBHF" |

|  | Straight track | Straight track | Unknown BSicon "exBHF" |

|  | Straight track | Straight track | Unknown BSicon "exBHF" |

|  | Unknown BSicon "ABZg+l" | Unknown BSicon "xABZqr" | Unknown BSicon "exSTRr" |

|  | Station on track |

|  | Station on track |

|  | Straight track | Unknown BSicon "uexKBHFa" |  |

|  | Straight track | Unknown BSicon "uexBHF" |  |

|  | Station on track | Unknown BSicon "uexKBHFe" |  |

|  | Unknown BSicon "hKRZWae" |

|  | Station on track |

|  | Station on track |

| Urban transverse track | Unknown BSicon "mKRZo" | Urban transverse track | Pier |

|  | Unknown BSicon "KBHFxe" |

|  | Unknown BSicon "exKBHFe" |

|  | Unknown BSicon "exKBHFa" |

|  | Unknown BSicon "exBHF" |

|  | Unknown BSicon "exBHF" |

|  | Unknown BSicon "exBHF" |

|  | Unknown BSicon "exBHF" |

|  | Unknown BSicon "exBHF" |

|  | Unknown BSicon "exBHF" |

|  | Unknown BSicon "exSTR" | Head station | Pier |

|  | Unknown BSicon "exSTR" | Station on track |  |

|  | Unknown BSicon "exSTR" | Unknown BSicon "eABZg+l" | Unknown BSicon "exSTR+r" |

|  | Unknown BSicon "exSTR" | Straight track | Unknown BSicon "exKBHFe" |

|  | Unknown BSicon "exSTR" | Station on track |  |

| Unknown BSicon "STR+l" | Unknown BSicon "eABZql" | Unknown BSicon "xABZgr" |  |

| Unknown BSicon "eABZg+l" | Unknown BSicon "exKBHFeq" | Unknown BSicon "exSTR" |  |

| Station on track |  | Unknown BSicon "exSTR" |  |

| Station on track |  | Unknown BSicon "exSTR" |  |

| End station |  | Unknown BSicon "exSTR" |  |

|  |  | Unknown BSicon "exBHF" |

|  |  | Unknown BSicon "exBHF" |

|  |  | Unknown BSicon "exBHF" |

|  |  | Unknown BSicon "exBHF" |

|  |  | Unknown BSicon "exBHF" |

|  | Head station | Unknown BSicon "exSTR" |  |

|  | Station on track | Unknown BSicon "exSTR" |  |

|  | Station on track | Unknown BSicon "exSTR" |  |

|  | Station on track | Unknown BSicon "exSTR" |  |

|  | Station on track | Unknown BSicon "exSTR" |  |

|  | Station on track | Unknown BSicon "exSTR" |  |

|  | Station on track | Unknown BSicon "exSTR" |  |

|  | Station on track | Unknown BSicon "exSTR" |  |

|  | Station on track | Unknown BSicon "exSTR" |  |

|  | Station on track | Unknown BSicon "exSTR" |  |

|  | Station on track | Unknown BSicon "exSTR" |  |

|  | Station on track | Unknown BSicon "exSTR" |  |

|  | Station on track | Unknown BSicon "exSTR" |  |

|  | Unknown BSicon "eABZg+l" | Unknown BSicon "exSTRr" |  |

|  | Unknown BSicon "KBHFxe" |

|  | Unknown BSicon "exBHF" |

|  | Unknown BSicon "exBHF" |

|  | Unknown BSicon "exBHF" |

|  | Unknown BSicon "exBHF" |

|  | Unknown BSicon "exBHF" |

|  | Unknown BSicon "exSTR" | Unknown BSicon "xKBHFa" |  |

|  | Unknown BSicon "exSTR" | Unknown BSicon "exBHF" |  |

|  | Unknown BSicon "exSTR" | Unknown BSicon "exBHF" |  |

|  | Unknown BSicon "exSTR" | Unknown BSicon "exBHF" |  |

|  | Unknown BSicon "exSTR" | Unknown BSicon "exBHF" |  |

|  | Unknown BSicon "exSTR" | Unknown BSicon "exBHF" |  |

|  | Unknown BSicon "exSTR" | Unknown BSicon "exBHF" |  |

|  | Unknown BSicon "exSTR" | Unknown BSicon "exBHF" |  |

|  | Unknown BSicon "exSTR" | Unknown BSicon "exBHF" |  |

|  | Unknown BSicon "exABZg+l" | Unknown BSicon "exSTRr" |  |

|  | Unknown BSicon "exBHF" |

|  | Unknown BSicon "exABZgl" | Unknown BSicon "exSTRq" | Unknown BSicon "exSTR+r" |

|  | Unknown BSicon "exSTR" |  | Unknown BSicon "exBHF" |

|  | Unknown BSicon "exSTR" |  | Unknown BSicon "exBHF" |

|  | Unknown BSicon "exSTR" |  | Unknown BSicon "exBHF" |

|  | Unknown BSicon "exSTR" |  | Unknown BSicon "exBHF" |

|  | Unknown BSicon "exSTR" | Pier | Unknown BSicon "exKBHFe" |

|  | Unknown BSicon "exBHF" |

|  | Unknown BSicon "exBHF" |

|  | Unknown BSicon "KBHFxa" |

|  | Station on track |

|  | Station on track |

|  | Station on track |

|  | Station on track |

|  | Station on track |

|  | Station on track |

|  | Straight track | Head station |  |

|  | Straight track | Station on track |  |

|  | Straight track | Station on track |  |

|  | Straight track | Station on track |  |

|  | Straight track | Station on track |  |

|  | Straight track | Station on track |  |

|  | Straight track | Station on track |  |

|  | Straight track | Station on track |  |

|  | Straight track | Station on track |  |

|  | Unknown BSicon "ABZg+l" | One way rightward |  |

|  | Station on track |

|  | Station on track |

|  | Station on track |

|  | Station on track |

|  | Straight track | Head station |  |

|  | Straight track | Station on track |  |

|  | Straight track | Station on track |  |

|  | Straight track | Station on track |  |

|  | Straight track | Station on track |  |

|  | Straight track | Station on track |  |

|  | Straight track | Straight track | Unknown BSicon "exKBHFa" |

|  | Straight track | Straight track | Unknown BSicon "exBHF" |

|  | Straight track | Straight track | Unknown BSicon "exBHF" |

|  | Straight track | Straight track | Unknown BSicon "exBHF" |

|  | Straight track | Straight track | Unknown BSicon "exBHF" |

|  | Straight track | Straight track | Unknown BSicon "exBHF" |

|  | Straight track | Straight track | Unknown BSicon "exBHF" |

|  | Straight track | Straight track | Unknown BSicon "exBHF" |

|  | Unknown BSicon "ABZg+l" | Unknown BSicon "xABZqr" | Unknown BSicon "exSTRr" |

|  | Station on track |

|  | Station on track |

|  | Straight track | Unknown BSicon "uexKBHFa" |  |

|  | Straight track | Unknown BSicon "uexBHF" |  |

|  | Station on track | Unknown BSicon "uexKBHFe" |  |

|  | Unknown BSicon "hKRZWae" |

|  | Station on track |

|  | Station on track |

| Urban transverse track | Unknown BSicon "mKRZo" | Urban transverse track | Pier |

|  | Unknown BSicon "KBHFxe" |

|  | Unknown BSicon "exKBHFe" |

Stockholm–Roslagens Järnvägar (SRJ) var samlingsnamnet Stockholm–Rimbo Järnvägsaktiebolag gav sina ägda och trafikerade järnvägar den 1 januari 1909. Stockholm–Rimbo Järnvägsaktiebolag togs 1951 över av Svenska staten och Stockholm–Roslagens Järnvägar införlivades 1959 med dåvarande Statens Järnvägar (SJ). Delar av dåvarande SRJ:s järnvägsnät utgör idag Roslagsbanan,  museibanan Upsala–Lenna Jernväg samt den till normalspår breddade sträckan Dannemora–Harg. 

## Historik

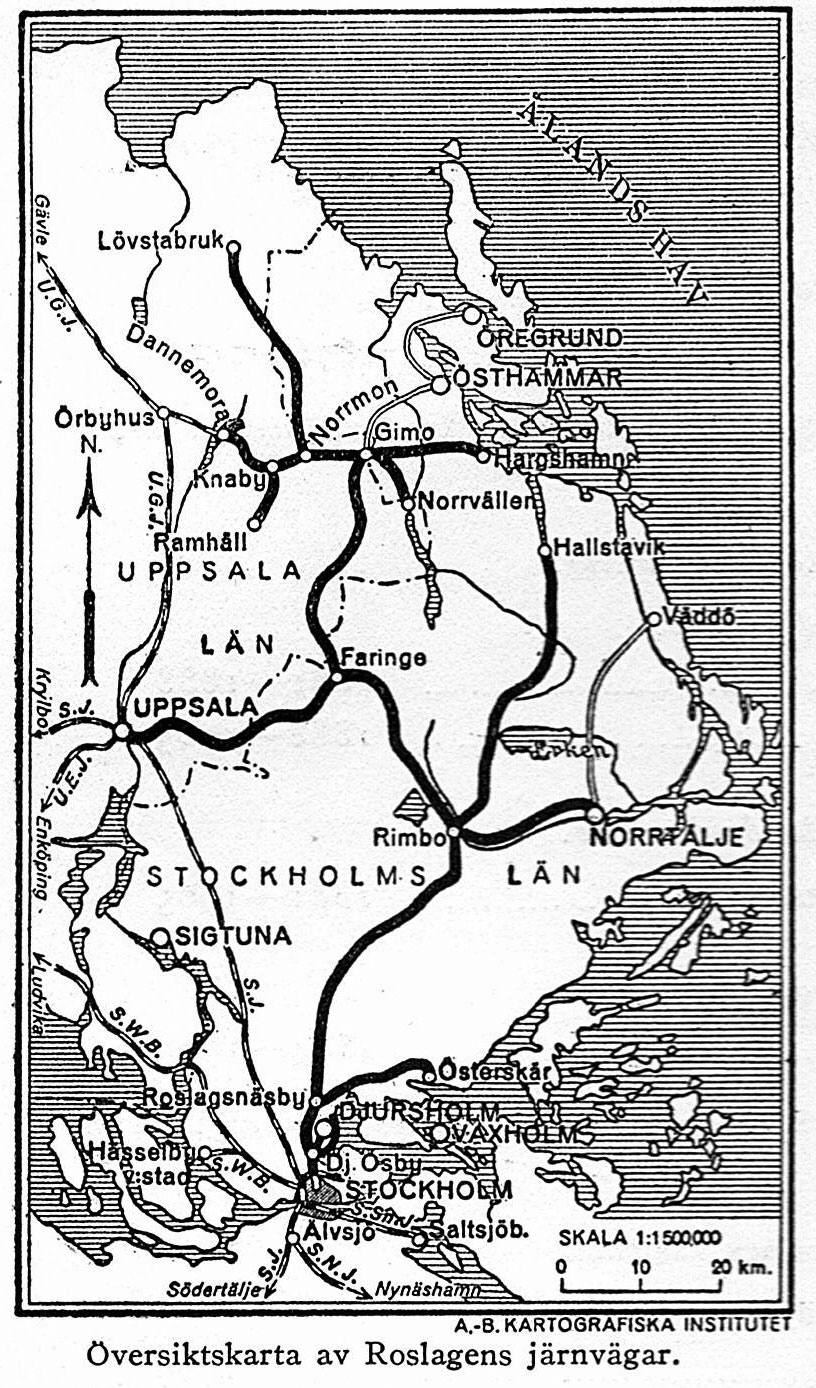
Karta 1926.

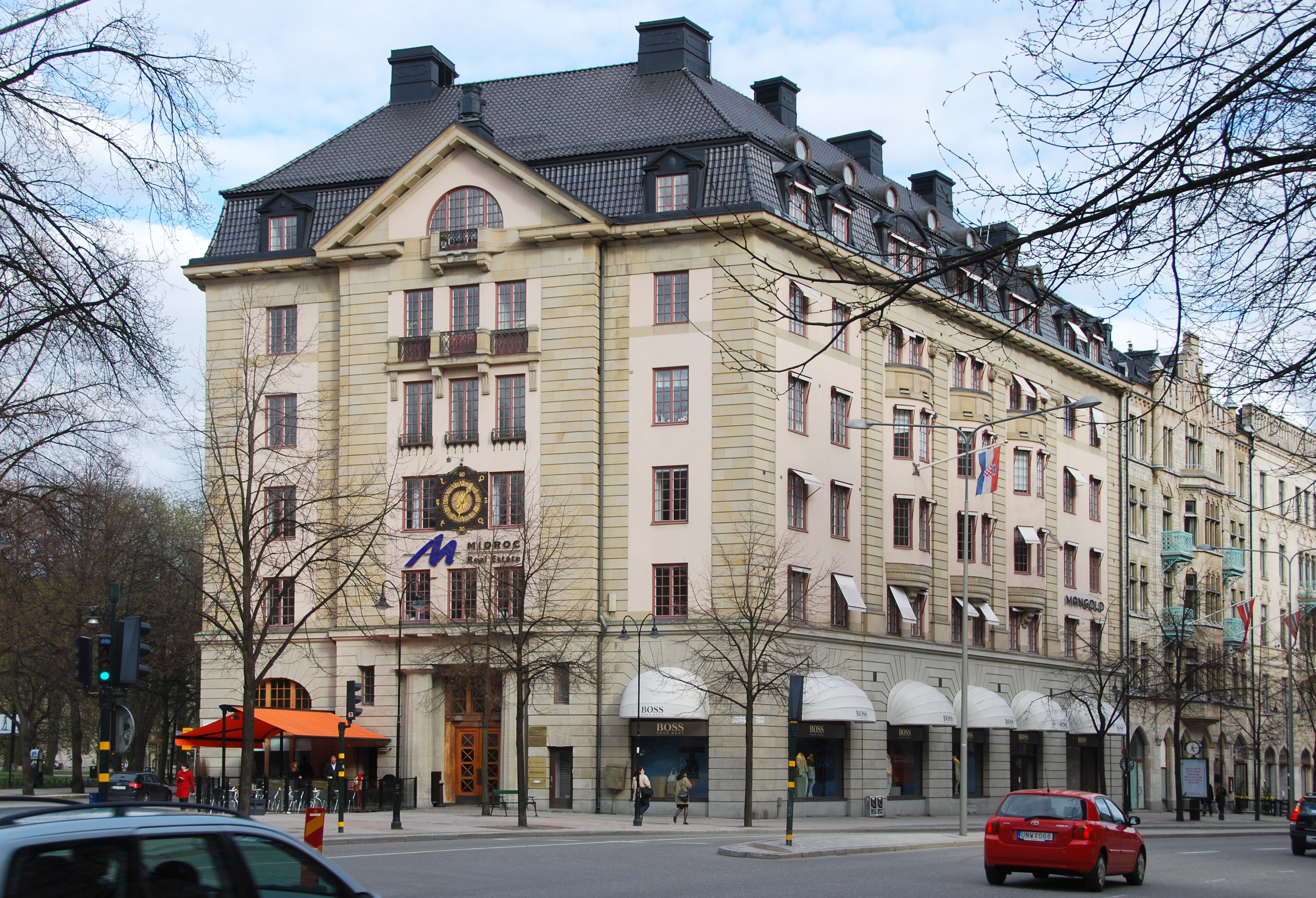
Engelbrektsplan 2, där slutstationen låg.

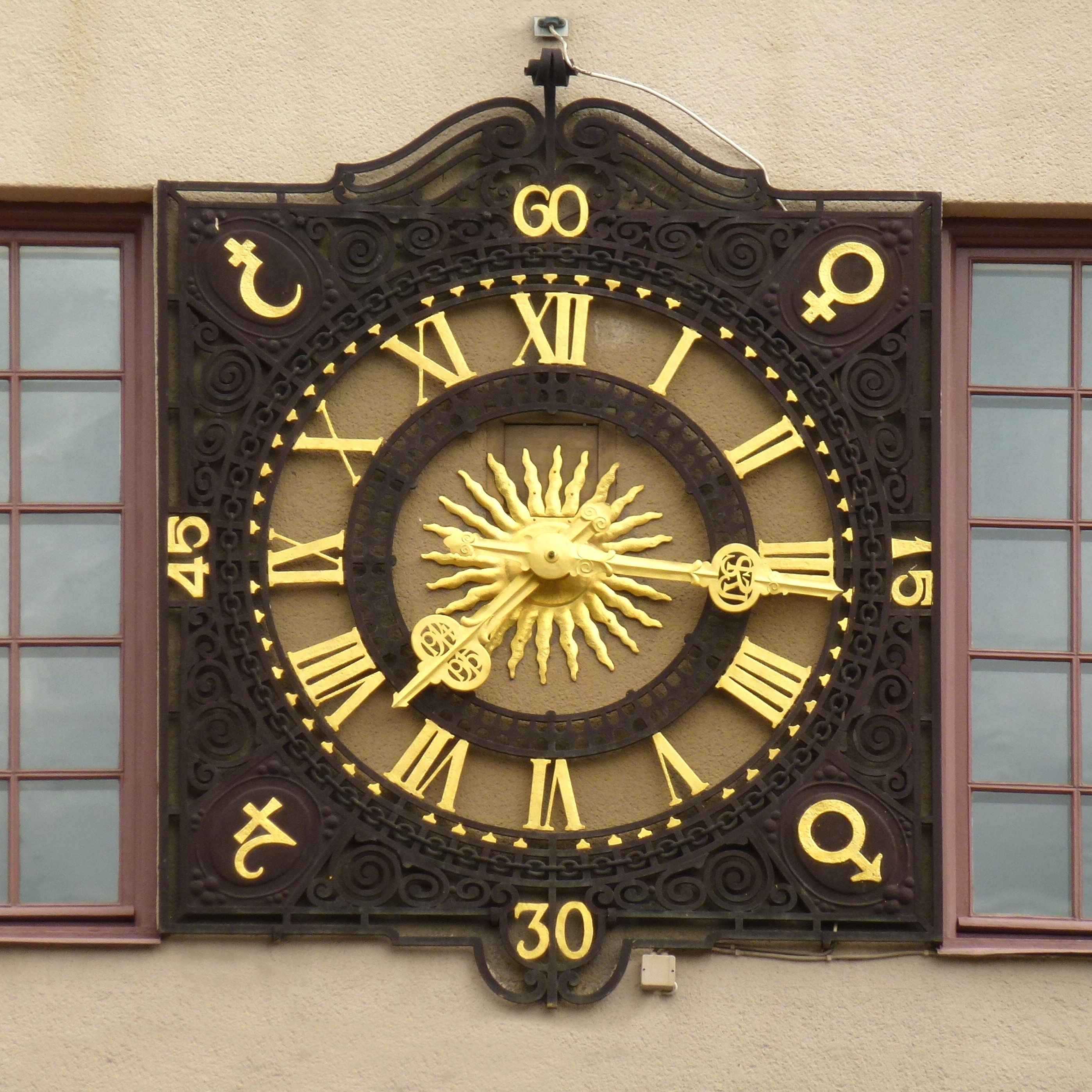
Stockholm–Roslagens Järnvägars stationsur från 1915 på fasaden Engelbrektsplan 2.

Den nuvarande Roslagsbanan består av sträckor som ursprungligen byggdes av Djursholmsbanan (DjB), Södra Roslags Kustbana (SRK) och Stockholm–Rimbo Järnvägsaktiebolag (SRJ). Övriga delar byggdes även av Upsala–Lenna Jernväg (ULJ), Lenna–Norrtälje Järnväg (LNJ), Faringe–Gimo Järnväg (FGJ), Rimbo–Sunds Järnväg (RSJ) och Dannemora–Hargs Järnväg (DHJ). Dessa samordnades i en trafikförvaltning kallad Stockholm–Roslagens Järnvägar, likaså med förkortningen SRJ. 1951 förstatligades SRJ och DHJ som i sig upptagit de övriga bolagen. De drevs vidare som dotterbolag innan de 1959 helt införlivades i SJ. 
En tid gick direkta expresståg Stockholm–Norrtälje med anslutning till Finlandsbåtarna. 1969 nedlades persontrafiken Rimbo–Norrtälje. Godstrafiken på Stockholm–Rimbo med sidolinjer hade lagts ned redan 1967 men den blev kvar till 1977 på Uppsala–Rimbo–Hallstavik fram till dess att det nya normalspåret Hargshamn–Hallstavik var färdigtbyggt – idag går godstrafiken från Hallstaviks pappersbruk över gamla Dannemora–Hargs Järnväg istället som har breddats till normalspår. 1972 köpte Storstockholms Lokaltrafik (SL) sträckorna söder om Rimbo av SJ efter att förhandlingarna om hur mycket SL skulle betala SJ för driften brutit samman. För driften bildades ett särskilt dotterbolag till SL, Järnvägsaktiebolaget Roslagsbanan (RB). Sträckan Uppsala–Länna–Faringe finns idag kvar som museijärnväg. Övriga delar av det gamla Roslagsbanenätet har rivits upp.
Under 1970- och 1980-talen var Roslagsbanan hotad av nedläggning vid ett flertal tillfällen. Både banan och tågen var slitna och krävde nya investeringar. Det fanns långt gångna planer på att ersätta Roslagsbanan med tunnelbana till Täby centrum. Efter att en folkomröstning hölls den 23 mars 1980 i Vallentuna och Täby kommuner beslutades dock att banan skulle behållas och rustas upp. Så har också skett, bland annat har nya fordon (X10p) köpts in, signalsystemet bytts ut och spåret rustats upp på delar av banan. Dessutom har två nya dubbelspårssträckor byggts: En ny bro över Stocksundet (den gamla bron var enkelspårig) med ny station i Stocksund, samt sträckan Roslags Näsby–Galoppfältet.
Alla delar av banan överlevde dock inte efter att Storstockholms Lokaltrafik tagit över. Den trafiksvaga linjen Djursholms Ösby–Eddavägen (se Djursholmsbanan) lades ner 1976, och sträckan Kårsta–Rimbo 1981. Linjen till Eddavägen hade bara trafikerats med ett enda tågpar mitt på dagen de sista två åren, detta endast för att leva upp till de minimikrav man hade förbundit sig att leva upp till i koncessionen. Trafiken hade bedömts svag nog för nedläggning redan under 1970-talets första år men man tvingades alltså fortsätta till den 31 december 1975. 
Även Lindholmen–Rimbo var en väldigt trafiksvag bandel men trafiken var något tätare. Planen var att hela sträckan Lindholmen–Rimbo skulle läggas ner 1981 men eftersom vägarna söder om Kårsta var för dåliga för att klara busstrafik fick denna del av banan ligga kvar tills vägarna rustats upp. Nedläggningen av sträckan Lindholmen–Kårsta genomfördes dock aldrig eftersom Stockholms läns landsting gjorde en helomvändning och beslutade om upprustning av hela banan. Man tog även[när?] principbeslut om att återuppbygga banan till Rimbo, men detta projekt har ännu inte blivit av. Sedan dess har det gamla stationsområdet i Rimbo bebyggts med radhus och ett nytt affärscentrum. Banvallen till Kårsta ligger däremot kvar orörd som markreservat och i Rö söder om Rimbo byggdes 1993 en ny bro för länsväg 280 över banvallen då den gamla hade tjänat ut i början av 1990-talet. Dagens busstrafik via motorväg och riksvägar har dock lett till att en återuppbyggnad nedprioriterats väsentligt.

## Nedlagda linjesträckningar
- Stockholm Ö–Engelbrektsplan (öppnad 1895, nedlagd 1960)
- Stocksund–Långängstorp (öppnad 1911, nedlagd 1966)
- Djursholms Ösby–Eddavägen (öppnad 1901, nedlagd 1976)
- Eddavägen–Svalnäs (öppnad 1912, nedlagd 1934)
- Kårsta–Rimbo (öppnad 1885, nedlagd 1981; Stockholms läns landsting har fattat ett principbeslut[när?] om återuppbyggnad av denna sträcka, men inga pengar har tilldelats)
- Rimbo–Norrtälje (öppnad 1884, nedlagd 1969)
- Rimbo–Häverösund (öppnad 1898, nedlagd 1977)
- Häverösund–Hallstavik (öppnad 1915, nedlagd 1977)
- Uppsala–Länna (öppnad 1876, nedlagd 1977; sträckan Uppsala–Länna–Faringe är museijärnväg, se Lennakatten)
- Länna–Faringe–Rimbo (öppnad 1884, nedlagd 1977; sträckan Uppsala–Länna–Faringe är museijärnväg, se Lennakatten)
- Faringe–Alunda (öppnad 1920, nedlagd 1960)
- Alunda–Gimo (öppnad 1921, nedlagd 1970)
- Dannemora–Gimo–Hargshamn (öppnad 1878; endast persontrafiken nedlagd 1960, godstrafik bedrivs på sträckan Dannemora–Hargshamn–Hallstavik, breddad till normalspår 1970)
- Knaby–Ramhäll (öppnad 1878, nedlagd 1959; bibana till Dannemora–Harg, hade endast godstrafik)
- Risinge–Norrvällen (öppnad 1917, nedlagd 1951; bibana till Dannemora–Harg, hade endast godstrafik)
- Norrmon–Lövstabruk (öppnad 1926, nedlagd 1952–1954; bibana till Dannemora–Harg, hade endast godstrafik. Lövstabruk lades ned några månader innan järnvägen nådde ända fram dit, därför byggdes aldrig den sista kilometern av denna bana)